# Tiếng Na Uy
Tiếng Na Uy (norsk) là một ngôn ngữ thuộc nhánh phía Bắc của nhóm ngôn ngữ German trong hệ ngôn ngữ Ấn-Âu. Đây là ngôn ngữ của người dân Na Uy, là ngôn ngữ của khoảng 4,7 triệu người ở Na Uy và ở các khu vực có người Na Uy sinh sống như tại Hoa Kỳ.
Giống như các ngôn ngữ của vùng Scandinavia khác, tiếng Na Uy phát triển từ một ngôn ngữ Scandinavia cổ chung. Do có nhiều thay đổi lớn về phương ngữ trong thời Viking (khoảng năm 800-1050), tiếng Bắc Âu cổ, một ngôn ngữ mà dựa vào đó tiếng Na Uy hiện đại phát triển ra đã ra đời và được người di cư Na Uy mang vào Iceland và nhiều khu vực Bắc Đại Tây Dương khác. Chữ cái Latin đã được du nhập để thay cho chữ viết cổ và chữ viết Na Uy riêng biệt đã phát triển trong thế kỷ 11. Trong các thế kỷ sau, tiếng Na Uy chịu ảnh hưởng của tiếng Đan Mạch, tiếng Hạ Đức và tiếng Thụy Điển. Ảnh hưởng của tiếng Đan Mạch lên tiếng Na Uy lớn nhất là vào khoảng thời gian từ 1380-1914, khi Na Uy được thống nhất với Đan Mạch dưới triều vua Đan Mạch.
Tiếng Đan Mạch, ngôn ngữ chính thức của Na Uy từ năm 1397, cũng đã trở thành ngôn ngữ viết của Na Uy thế kỷ 16. Tiếng Đan Mạch được giới có học thức sử dụng, đặc biệt ở các thành phố còn phương ngữ Na Uy tiếp tục được sử dụng ở nông thôn trong giới lao động và trung lưu. Trong thế kỷ 19, ngôn ngữ nói Đan Mạch đã phát triển thành một thứ tiếng gọi là tiếng Đan Mạch-Na Uy chịu ảnh hưởng nặng cấu trúc và từ vựng của tiếng Đan Mạch nhưng lại theo cách phát âm và ảnh hưởng ngữ pháp của tiếng Na Uy. Sau này, ngôn ngữ này gọi là Riksmål và đã trở thành ngôn ngữ của Na Uy. Do dân chúng mong muốn một ngôn ngữ riêng, vào giữa thế kỷ 19, nhà ngôn ngữ học Ivar Aasen đã tạo một ngôn ngữ viết quốc gia, gọi là Landsmål (ngôn ngữ đất nước), dựa trên các phương ngữ Na Uy và không bị ảnh hưởng của tiếng Đan Mạch. Nỗ lực này của Ivar đã được công chúng ủng hộ và Landsmål đã được phát triển thêm, thành một ngôn ngữ thứ cấp.
Dưới sức ép của phong trào Landsmål, Riksmål đã trải qua một loạt cải cách lớn vào các năm 1907, 1917, 1938, nhấn mạnh vào cách nói và chính tả Na Uy. Tên gọi của hai ngôn ngữ đã chính thức thay đổi: Riksmål thành Bokmål (ngôn ngữ sách vở) còn Landsmål thành Nynorsk (tiếng Na Uy mới). Hai ngôn ngữ này có giá trị pháp lý ngang nhau theo luật và phải được dạy ở trường học. Bokmål vẫn là ngôn ngữ hàng đầu và được dùng mạnh mẽ nhất ở đông Na Uy còn Nynorsk được dùng ở tây Na Uy.